# فیلیپ میزی
فیلیپ میزی (انگلیسی: Philip Mizzi؛ زادهٔ ۲۷ اوت ۱۹۴۵) هنرپیشه تلویزیون، سینما و تئاتر اهل کشور مالت است. وی از سال ۱۹۷۹ میلادی تاکنون مشغول فعالیت بوده است. از جمله فیلم‌هایی که وی در آنها بازی کرده است می‌توان به فیلم آگورا اشاره نمود.